# Dvoransko prvenstvo 1. HNL
Dvoransko prvenstvo 1. HNL bilo je nogometno natjecanje na kojem su se natjecali klubovi Prve hrvatske nogometne lige. 
Prvi takav turnir, koji je zasada nepriznat kao prvenstvo Hrvatske, održan je 1991., a pobjednik je bio zaprešićki Inter. Turnir je ponovno pokrenut 2005. godine, te se odigrao u stanci između jesenskog i proljetnog djela prvenstva. Prva dva turnira osvojio je NK Zagreb, a iduća dva Hajduk. Na prva tri izdanja igralo se u zagrebačkom Domu sportova, a sezone 2008./'09. u Zadru, u dvorani Krešimira Ćosića.

## Sustav natjecanja
Na početku prvenstva, 12 momčadi Prve HNL bile su rspoređene u dvije skupine po šest, s tim da Dinamo i Hajduk nisu bili u istoj skupini. Nakon razigravanja po skupinama po jednostrukom bod sustavu, tri prvoplasirane momčadi iz obje skupine formirale su novu završnu skupinu. Od 2006., nakon razigravanja u završnoj skupini po jednostrukom bod sustavu, četiri prvoplasirane momčadi kvalificirale su se u polufinale, s tim da je prvoplasirana momčad igrala protiv četvrtoplasirane, a drugoplasirana protiv trećeplasirane. Pobjednici polufinala su se sastajali u finalu, a poraženi u utakmici za treće mjesto. Na kraju prvenstva dodjeljivane su nagrade za fair-play, najboljeg strijelca, najboljeg vratara i najboljeg igrača prvenstva.

## Rezultati po sezonama
| Sezona                                            | Dvorana                  | Pobjednik | Drugoplasirani | Trećeplasirani | Igrač prvenstva | Najbolji strijelac | Najbolji vratar | Fair Play     |
| ------------------------------------------------- | ------------------------ | --------- | -------------- | -------------- | --------------- | ------------------ | --------------- | ------------- |
| u sezoni 2009./10. Dvoransko prvenstvo je ukinuto |                          |           |                |                |                 |                    |                 |               |
| 2008./09.                                         | Dvorana Krešimira Ćosića | Hajduk    | Zadar          | Dinamo         | Drago Gabrić    | Senijad Ibričić    | Josip Škorić    | Šibenik       |
| 2007./08.                                         | Dom sportova (Zagreb)    | Hajduk    | Zagreb         | Dinamo         | Senijad Ibričić | Marin Tomasov      | Miro Varvodić   | Rijeka        |
| 2006./07.                                         | Dom sportova (Zagreb)    | Zagreb    | Dinamo         | Cibalia        | Vedran Ćorluka  | Mario Mandžukić    | Dragan Stojkić  | Slaven Belupo |
| 2005./06.                                         | Dom sportova (Zagreb)    | Zagreb    | Inter Zaprešić | Dinamo         | Mario Mandžukić | Bojan Vručina      | Željko Rumbak   | Kamen Ingrad  |

## Vanjske poveznice
- Službena stranica Prve HNL

| Dvoranska prvenstva 1. HNL                    | Dvoranska prvenstva 1. HNL |
| --------------------------------------------- | -------------------------- |
|                                               |                            |
| 2005./06. • 2006./07. • 2007./08. • 2008./09. |                            |

| Dvoranska prvenstva 1. HNL                    | Dvoranska prvenstva 1. HNL |
| --------------------------------------------- | -------------------------- |
|                                               |                            |
| 2005./06. • 2006./07. • 2007./08. • 2008./09. |                            |

| Nogomet u Hrvatskoj                                                           | Nogomet u Hrvatskoj |
| ----------------------------------------------------------------------------- | --- |
|                                                                               | |
| Hrvatski nogometni savez                                                      | |
|                                                                               | |
| Reprezentacije i selekcije                                                    | Muške reprezentacije "A" • "B" • do 23 • do 21 • do 20 • do 19 • do 18 • do 17 • do 16 • do 15 • do 14 Ženske reprezentacije "A" • do 19 • do 17 • do 15 Futsalske reprezentacije "A" • do 21 • do 19 Ostale selekcije beskućnička • gluhih • liječnička • policijska • romska • svećenička • veteranska • vojna |
|                                                                               | |
| Ligaška natjecanja                                                            | HNL • 1. NL • 2. NL • 3. NL • 4. HNL • 1. ŽNL • 2. ŽNL • 3. ŽNL • 4. ŽNL • Ligaški sustav |
|                                                                               | |
| Kup natjecanja                                                                | Hrvatski nogometni kup • Hrvatski nogometni superkup |
|                                                                               | |
| Natjecanja za mlađe selekcije                                                 | juniori (prvenstvo / kup) • kadeti (prvenstvo / kup) • pioniri (prvenstvo / kup) |
|                                                                               | |
| Natjecanja za veterane                                                        | nogometno prvenstvo veterana • dvoransko prvenstvo veterana |
|                                                                               | |
| Natjecanja za žene                                                            | 1. HNLŽ • 2. HNLŽ • HNK za žene • 1. HMNLŽ |
|                                                                               | |
| Malonogometna natjecanja                                                      | 1. HMNL • 2. HMNL • Malonogometni kup • Malonogometni superkup • 1. HMNLŽ • Dvoransko prvenstvo 1. HNL |
|                                                                               | |
| Nogomet u Hrvatskoj • Popis klubova • Popis nogometaša • Popis bivših klubova | |
| Muške reprezentacije                                                          | "A" • "B" • do 23 • do 21 • do 20 • do 19 • do 18 • do 17 • do 16 • do 15 • do 14 |
|                                                                               | |
| Ženske reprezentacije                                                         | "A" • do 19 • do 17 • do 15 |
|                                                                               | |
| Futsalske reprezentacije                                                      | "A" • do 21 • do 19 |
|                                                                               | |
| Ostale selekcije                                                              | beskućnička • gluhih • liječnička • policijska • romska • svećenička • veteranska • vojna |

| Muške reprezentacije     | "A" • "B" • do 23 • do 21 • do 20 • do 19 • do 18 • do 17 • do 16 • do 15 • do 14         |
|                          |                                                                                           |
| Ženske reprezentacije    | "A" • do 19 • do 17 • do 15                                                               |
|                          |                                                                                           |
| Futsalske reprezentacije | "A" • do 21 • do 19                                                                       |
|                          |                                                                                           |
| Ostale selekcije         | beskućnička • gluhih • liječnička • policijska • romska • svećenička • veteranska • vojna |

| Nogomet u Hrvatskoj                                                           | Nogomet u Hrvatskoj |
| ----------------------------------------------------------------------------- | --- |
|                                                                               | |
| Hrvatski nogometni savez                                                      | |
|                                                                               | |
| Reprezentacije i selekcije                                                    | Muške reprezentacije "A" • "B" • do 23 • do 21 • do 20 • do 19 • do 18 • do 17 • do 16 • do 15 • do 14 Ženske reprezentacije "A" • do 19 • do 17 • do 15 Futsalske reprezentacije "A" • do 21 • do 19 Ostale selekcije beskućnička • gluhih • liječnička • policijska • romska • svećenička • veteranska • vojna |
|                                                                               | |
| Ligaška natjecanja                                                            | HNL • 1. NL • 2. NL • 3. NL • 4. HNL • 1. ŽNL • 2. ŽNL • 3. ŽNL • 4. ŽNL • Ligaški sustav |
|                                                                               | |
| Kup natjecanja                                                                | Hrvatski nogometni kup • Hrvatski nogometni superkup |
|                                                                               | |
| Natjecanja za mlađe selekcije                                                 | juniori (prvenstvo / kup) • kadeti (prvenstvo / kup) • pioniri (prvenstvo / kup) |
|                                                                               | |
| Natjecanja za veterane                                                        | nogometno prvenstvo veterana • dvoransko prvenstvo veterana |
|                                                                               | |
| Natjecanja za žene                                                            | 1. HNLŽ • 2. HNLŽ • HNK za žene • 1. HMNLŽ |
|                                                                               | |
| Malonogometna natjecanja                                                      | 1. HMNL • 2. HMNL • Malonogometni kup • Malonogometni superkup • 1. HMNLŽ • Dvoransko prvenstvo 1. HNL |
|                                                                               | |
| Nogomet u Hrvatskoj • Popis klubova • Popis nogometaša • Popis bivših klubova | |
| Muške reprezentacije                                                          | "A" • "B" • do 23 • do 21 • do 20 • do 19 • do 18 • do 17 • do 16 • do 15 • do 14 |
|                                                                               | |
| Ženske reprezentacije                                                         | "A" • do 19 • do 17 • do 15 |
|                                                                               | |
| Futsalske reprezentacije                                                      | "A" • do 21 • do 19 |
|                                                                               | |
| Ostale selekcije                                                              | beskućnička • gluhih • liječnička • policijska • romska • svećenička • veteranska • vojna |

| Muške reprezentacije     | "A" • "B" • do 23 • do 21 • do 20 • do 19 • do 18 • do 17 • do 16 • do 15 • do 14         |
|                          |                                                                                           |
| Ženske reprezentacije    | "A" • do 19 • do 17 • do 15                                                               |
|                          |                                                                                           |
| Futsalske reprezentacije | "A" • do 21 • do 19                                                                       |
|                          |                                                                                           |
| Ostale selekcije         | beskućnička • gluhih • liječnička • policijska • romska • svećenička • veteranska • vojna |

| Seniorska prvenstva Hrvatske u momčadskim športovima | Seniorska prvenstva Hrvatske u momčadskim športovima |
| ---------------------------------------------------- | --- |
|                                                      | |
| muškarci                                             | atletika (prvenstva • lige) \| bejzbol \| boćanje (raffa • volo) \| curling \| dvoranski hokej \| dvoranski nogomet \| hokej na ledu \| hokej na travi \| inline hokej \| košarka \| košarka 3 na 3 \| kriket \| kuglanje \| mali nogomet (futsal • socca) \| nogomet (HNL / prvenstva) \| nogomet na pijesku \| odbojka \| odbojka na pijesku \| ragbi \| ragbi 7 \| ragbi na pijesku \| rukomet (liga / popis prvaka) \| rukomet na pijesku \| stolni tenis \| vaterpolo \| veliki rukomet |
|                                                      | |
| žene                                                 | atletika (prvenstva • lige) \| bowling \| curling \| dvoranski hokej \| futsal \| hokej na travi \| košarka \| košarka 3 na 3 \| kuglanje \| nogomet \| odbojka \| odbojka na pijesku \| rukomet (1. HRL / popis prvaka) \| rukomet na pijesku \| softbol \| vaterpolo \| veliki rukomet |
|                                                      | |
| mješovita                                            | atletika (lige) \| boćanje (petanka) \| bowling |

| Seniorska prvenstva Hrvatske u momčadskim športovima | Seniorska prvenstva Hrvatske u momčadskim športovima |
| ---------------------------------------------------- | --- |
|                                                      | |
| muškarci                                             | atletika (prvenstva • lige) \| bejzbol \| boćanje (raffa • volo) \| curling \| dvoranski hokej \| dvoranski nogomet \| hokej na ledu \| hokej na travi \| inline hokej \| košarka \| košarka 3 na 3 \| kriket \| kuglanje \| mali nogomet (futsal • socca) \| nogomet (HNL / prvenstva) \| nogomet na pijesku \| odbojka \| odbojka na pijesku \| ragbi \| ragbi 7 \| ragbi na pijesku \| rukomet (liga / popis prvaka) \| rukomet na pijesku \| stolni tenis \| vaterpolo \| veliki rukomet |
|                                                      | |
| žene                                                 | atletika (prvenstva • lige) \| bowling \| curling \| dvoranski hokej \| futsal \| hokej na travi \| košarka \| košarka 3 na 3 \| kuglanje \| nogomet \| odbojka \| odbojka na pijesku \| rukomet (1. HRL / popis prvaka) \| rukomet na pijesku \| softbol \| vaterpolo \| veliki rukomet |
|                                                      | |
| mješovita                                            | atletika (lige) \| boćanje (petanka) \| bowling |